# Timofei Michailowitsch Buldakow
Timofei Michailowitsch Buldakow (russisch Тимофей Михайлович Булдаков; * im 17. Jahrhundert in Weliki Ustjug; † im 17. Jahrhundert) war ein russischer Polarforscher.

## Leben
Buldakow war ein Schmied in einer der Slobodas Weliki Ustjugs. Er ging dann  nach Tobolsk in die Stepanow-Sloboda und wurde Kosak.

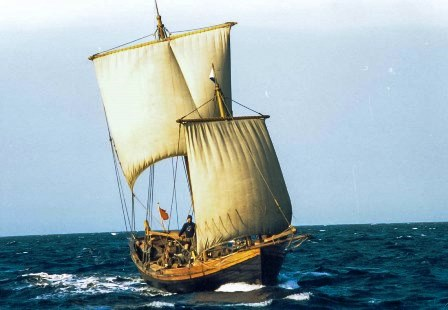
Kotsch des 18. Jahrhunderts (Nachbau)

Als Beauftragter für das Eintreiben von Kronenzobeln wurde Buldakow 1649 mit einem Kosakenkommando an die Kolyma geschickt. Er verließ im Herbst 1649 Jakutsk und kam nur bis zum Dorf Schigansk, wo er überwinterte. Im Juni 1650 erreichte er die Lena-Mündung. Wegen des Eises musste er vier Wochen warten, bis er auf dem Seeweg weiterfahren konnte. Er traf Händler, sodass er schließlich mit ihnen auf 8 Kotschen (Segelboote der Pomoren) die Jana-Mündung erreichte. Weiter in östlicher Richtung umrundete er das Kap Swatoi Nos in der Laptewsee und  blieb dann im August 1650 durch die zunehmende Eisbildung stecken, worauf die Kotschen einfroren. Er wollte nun zu Fuß an der Küste weiterziehen, aber ein starker Wind trieb das Eis mit den Kotschen von der Küste weg, und das wirbelnde Eis verhinderte zunächst den Marsch über das Eis. Schließlich konnten die Männer nach 5 Tagen durch Hunger und Skorbut erschöpft die Indigirka-Mündung erreichen. Alle ihre Schiffe waren durch das Eis zerstört worden. Sie zogen dann entlang der Indigirka bis zur Ujandina, wo sie Hilfe fanden und den Winter 1650/1651 verbrachten.
In der Großen Fastenzeit 1651 machte sich Buldakow auf den Weg durch die Berge zur Kolyma. Schließlich kam er an der Kolyma an, wo er sein Kosakengehalt erhielt und überwinterte. Er verfasste einen ausführlichen Bericht über seine Reise. Damit gehörte er zu den ersten Erforschern des Nördlichen Seewegs.
Ein Nachfahre Buldakows war der Direktor der Russländisch-Amerikanischen Kompagnie Michail Buldakow.